# 행맨 (게임)

행맨, 답은 Wikipedia

A와 N은 추측했지만 HANGMAN 단어 전체는 추측하지 못한 게임 예시 – 틀린 추측은 하단에 표시됨

행맨(Hangman)은 두 명 이상의 플레이어가 즐기는 추측 게임이다. 한 명의 플레이어가 낱말, 구, 또는 문장을 생각하고, 다른 플레이어는 정해진 추측 횟수 내에 자모 또는 숫자를 제시하여 맞추려 한다. 원래는 종이-연필 게임이었지만, 현재는 전자 버전도 있다.

## 역사
이 게임의 기원은 알려져 있지 않지만, 1894년 앨리스 곰이 편찬한 어린이 게임 책인 '새, 짐승, 물고기'(Birds, Beasts, and Fishes)에 한 가지 변형이 언급되어 있다. 이 버전에는 교수형에 처한 남자의 이미지가 없으며, 대신 각 플레이어가 빈칸을 채우는 데 걸린 시도 횟수를 점수로 기록한다.
교수형 이미지를 포함한 버전은 1902년 필라델피아 인콰이어러 기사에서 묘사되었는데, 이 버전은 손님들이 "마스크가 달린 흰색 뾰족한 모자"를 쓰는 "화이트 캡" 파티에서 인기가 있었다고 언급했다.

## 개요
맞춰야 할 낱말은 낱말의 각 자모나 숫자를 나타내는 줄표로 구성된 줄로 표시된다. 규칙에 따라 고유명사(이름, 장소, 브랜드 등)나 다른 유형의 낱말(예: 속어)이 허용되거나 금지될 수 있다. 추측하는 플레이어가 낱말에 있는 글자를 제시하면, 다른 플레이어는 그 글자를 모든 올바른 위치에 쓴다. 제시된 글자가 낱말에 없으면, 다른 플레이어는 교수형에 처한 막대인간의 한 요소를 탤리 마크로 추가한다(또는 제거하기도 한다). 일반적으로 게임은 낱말이 맞춰지거나, 추측이 모두 소진되었음을 의미하는 막대인간이 완성되면 끝난다.
낱말을 추측하는 플레이어는 언제든지 전체 낱말을 추측하려고 시도할 수 있다. 낱말이 맞으면 게임은 종료되고 추측자가 승리한다. 그렇지 않으면, 다른 플레이어는 그림에 요소를 추가하여 추측자에게 벌칙을 줄 수 있다. 추측자가 그림을 완성할 만큼 충분히 잘못된 추측을 하면 추측자는 패배한다. 그러나 추측자는 그림이 완성되기 전에 낱말에 나타나는 모든 글자를 추측하여 낱말을 완성함으로써 승리할 수도 있다.

## 변형

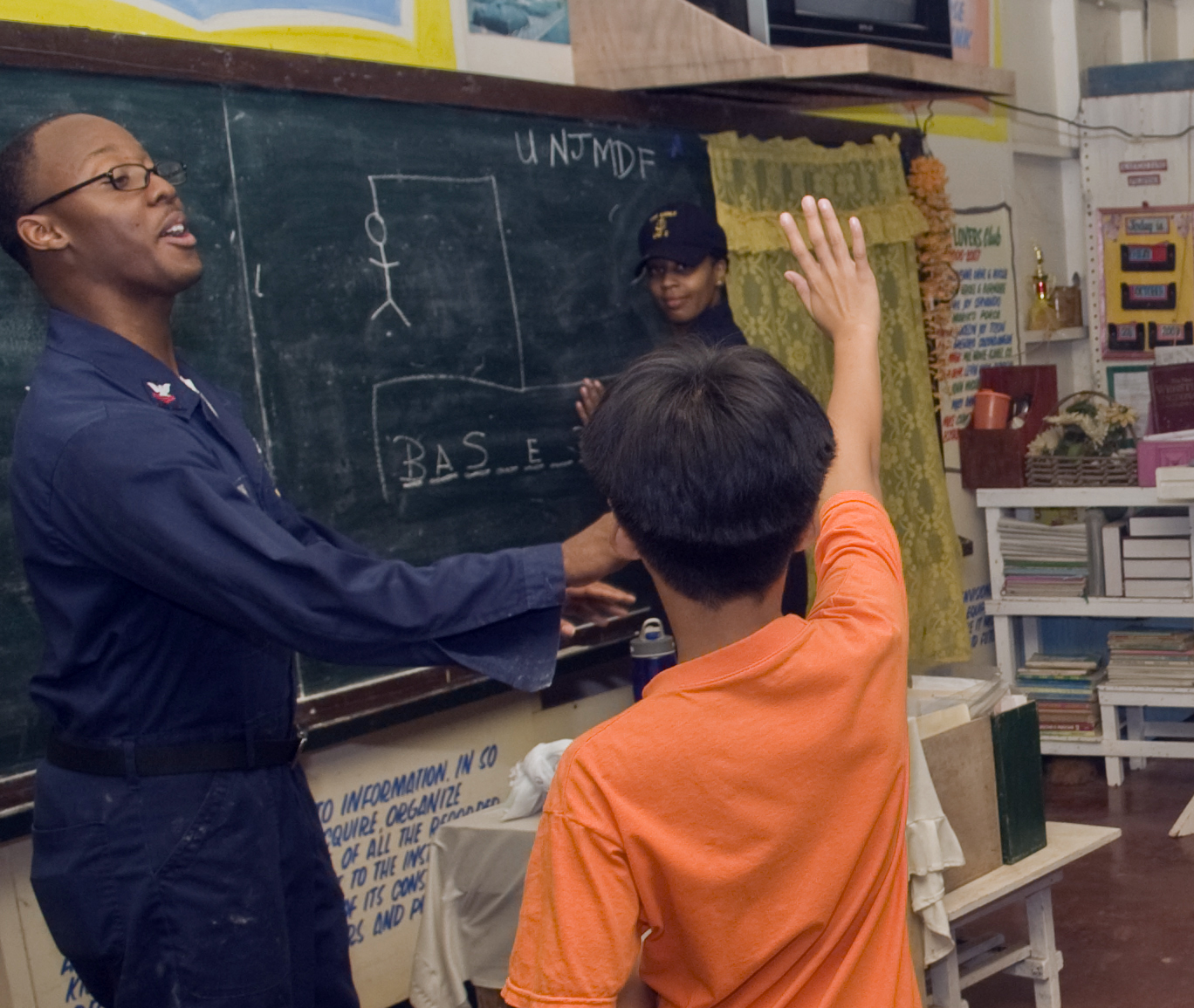
교실에서의 행맨 게임

게임 이름이 시사하듯이, 다이어그램은 액사된 사람처럼 보이도록 디자인되었다. 이로 인해 일부 논란이 있었다. 공개 처형 그림을 그리는 것이 바람직하지 않은 상황에서는, 나무에서 사과를 지워나가는 등 잘못된 추측 횟수를 추적하는 대체 방법을 사용할 수 있다.
난이도를 높이기 위해 하우스 룰과 같은 게임 플레이 수정이 때때로 구현되는데, 예를 들어 고빈도 자음과 모음에 대한 추측을 제한하는 식이다. 다른 대안은 단어의 정의를 제공하는 것이다. 이는 외국어 학습을 용이하게 하는 데 사용될 수 있다.
게임에서 허용되는 잘못된 추측 횟수도 수정할 수 있다. 이는 막대인간에 얼굴이나 신발과 같은 추가 요소를 추가하거나, 막대인간을 그리기 시작하기 전에 각 실수에 대해 교수대의 요소를 먼저 그림으로써 할 수 있다.

## 전략
영어에서 가장 흔하게 나타나는 12개의 글자가 e-t-a-o-i-n-s-h-r-d-l-u(가장 많은 것부터 적은 것 순서)라는 사실과 다른 글자 빈도 목록은 추측하는 플레이어가 추측할 차례가 되었을 때 승률을 높이는 데 사용된다. 반면에, 동일한 목록은 퍼즐을 내는 사람이 의도적으로 흔한 글자를 피하는 단어(예: rhythm, zephyr, qi, nth)나 희귀한 글자를 포함하는 단어(예: jazz)를 선택하여 상대방을 곤란하게 만드는 데 사용될 수 있다.
또 다른 일반적인 전략은 모음을 먼저 추측하는 것인데, 영어에는 a, e, i, o, u의 다섯 가지 모음만 있으며(y는 때때로, 드물지만 모음으로 사용될 수 있다), 거의 모든 단어에는 적어도 하나 이상의 모음이 있기 때문이다.
2010년 울프럼 리서치의 존 맥룬이 수행한 연구에 따르면, 가장 맞추기 어려운 단어는 jazz, buzz, hajj, faff, fizz, fuzz 및 이들의 변형을 포함한다.

## 파생작
미국의 게임 쇼인 휠 오브 포춘은 행맨에서 영감을 받았다. 머브 그리핀은 어린 시절 여동생과 함께 이 게임을 하며 보냈던 긴 자동차 여행을 회상하다가 이 쇼를 구상했다.
브라질에도 1960년대와 2012년부터 2013년까지 실비우 산투스가 진행한 '렛츠 플레이 행맨'이라는 쇼가 있었다. 브라질은 나중에 자체 버전의 휠 오브 포춘을 제작하여 1980년부터 1993년까지, 그리고 2003년부터 2012년까지(새로운 렛츠 플레이 행맨이 방영되던 시기), 그리고 2013년부터 현재까지 방송하고 있다. 이 쇼들도 산투스가 진행했다.

## 같이 보기
- 워들